# Shab Māh
Shab Māh (persiska: شَب ماه, شب ماه) är en ort i Iran.   Den ligger i provinsen Lorestan, i den nordvästra delen av landet, 300 km sydväst om huvudstaden Teheran. Shab Māh ligger 1 916 meter över havet och antalet invånare är 635.
Terrängen runt Shab Māh är varierad.Runt Shab Māh är det tätbefolkat, med 257 invånare per kvadratkilometer. Närmaste större samhälle är Oshtorīnān, 8,7 km öster om Shab Māh. Trakten runt Shab Māh består till största delen av jordbruksmark.